# Zoötomisch Laboratorium
Het Zoötomisch Laboratorium (dierkundig laboratorium) of Theatrum Zoologicum en Zoötomisch Laboratorium stond van 1876 tot 1960 aan de Witte Singel in de Nederlandse stad Leiden. Het werd in eerste instantie gebruikt voor de practicumlessen zoötomie (dierlijke anatomie) aan de Universiteit Leiden. De uitbreiding van het aantal vakken rond 1916 leidde tot de naamswijziging in Zoölogisch Laboratorium.

## Geschiedenis
De opleiding dierkunde was slecht gehuisvest. Eerst in een ruimte binnen het toenmalige Rijksmuseum van Natuurlijke Historie en vervolgens in enkele kamers die door professor Emil Selenka gehuurd werden van de firma Trap, een kleermaker aan de Papengracht. Voor die tijd zou de opleiding ook nog gehuisvest zijn geweest in het Hof van Zessen aan de Papengracht en in de Oranjerie van de Hortus. Toen op de begroting 1873 van het toenmalige Departement voor Binnenlandsche Zaken, waaruit onder meer de Universiteit Leiden werd bekostigd, een bedrag werd opgenomen om het Academiegebouw aan het Rapenburg uit te breiden op de plek van het te slopen huis Rapenburg 69 van de begin 1872 overleden Johannes Bodel Nijenhuis was dit een kans om verbetering in de huisvestingssituatie te realiseren. De bespreking in de Kamer leidde er namelijk toe om door de curatoren van de universiteit een nieuw plan te laten ontwikkelen voor de bouw op het terrein van de Groote Ruïne (het gevolg van de ramp met het kruitschip in 1807) van zowel een nieuw Academiegebouw, als een nieuw onderkomen voor het Rijksmuseum van Natuurlijke Historie, als een Zoötomisch Laboratorium. Voor het laatstgenoemd gebouw was in dezelfde begroting overigens al geld gereserveerd. Het nieuwe plan werd aangenomen en bij wet van 17 juni 1873 werd het geld beschikbaar gesteld. De gemeente Leiden besloot daarop om de grond - nu aangeduid als het Ruïneplein - om niet beschikbaar te stellen.
Later dat jaar blijken de plannen voor het drietal gebouwen op het Ruïneplein toch nog niet goedgekeurd te zijn. Men kwam er voor het Academiegebouw niet uit. Wel voor wat betreft het plan voor het Zoötomisch Laboratorium, waarvoor nu een meer geschikt terrein blijkt te zijn gevonden, namelijk aan de toenmalige gedempte Cellebroersgracht (nu de Kaiserstraat) bij het begin van de oprijlaan van de sterrenwacht. De totstandkoming van het nieuwe laboratorium is daarmee definitief losgekoppeld van die van de beide andere gebouwen en op 30 maart 1874 vindt de aanbesteding plaats. Laagste inschrijver is de heer D.A. Braakenburg uit Haarlem voor een bedrag van f 54.800. Reeds op 5 mei 1874 wordt de eerste paal geslagen. Melding wordt gemaakt dat dit mede mogelijk is geworden door de inzet van de kort daarvoor naar de universiteit van Erlangen vertrokken hoogleraar Selenka. Volgens plan zal de bouw in juni 1875 gereed zijn en vervolgens zal het gebouw in september 1875 in gebruik worden genomen. Wellicht ten gevolge van enkele ongelukken tijdens de bouw, zoals het omvallen van de heistelling en later het vastraken van de stoker van de heimachine aan een bewegend onderdeel, maar de planning wordt bij lange na niet gehaald. Bij het einde van het studiejaar 1874/1875 beklagen de gedupeerde studenten zich in een adres aan de minister over deze gang van zaken. Met ingang van het studiejaar 1875/1876 wordt het nieuwe laboratorium alsnog in gebruik genomen. Het gebouw naar ontwerp van Rijksbouwmeester Johan Metzelaar valt niet bij iedereen in de smaak. In een ingezonden brief wordt het al voor de ingebruikname uitgemaakt voor iets wat het midden houdt tussen een gasthuis of een klooster en eene Beijersch-bierbrouwerij.
In de periode 1904-1906 werd het laboratorium flink verbouwd en aanzienlijk uitgebreid met een aanbouw richting de Vreewijkbrug. Dit was noodzakelijk om het toegenomen aantal studenten en onderrichte vakken te accommoderen. Hierbij wijzigde ook de naam van het laboratorium: het Zoötomisch Laboratorium werd het Zoölogisch Laboratorium. Aan de voorzijde van het gebouw - aan de kant van de Witte Singel - bleef evenwel de oude naam in de gevelstenen gehandhaafd.

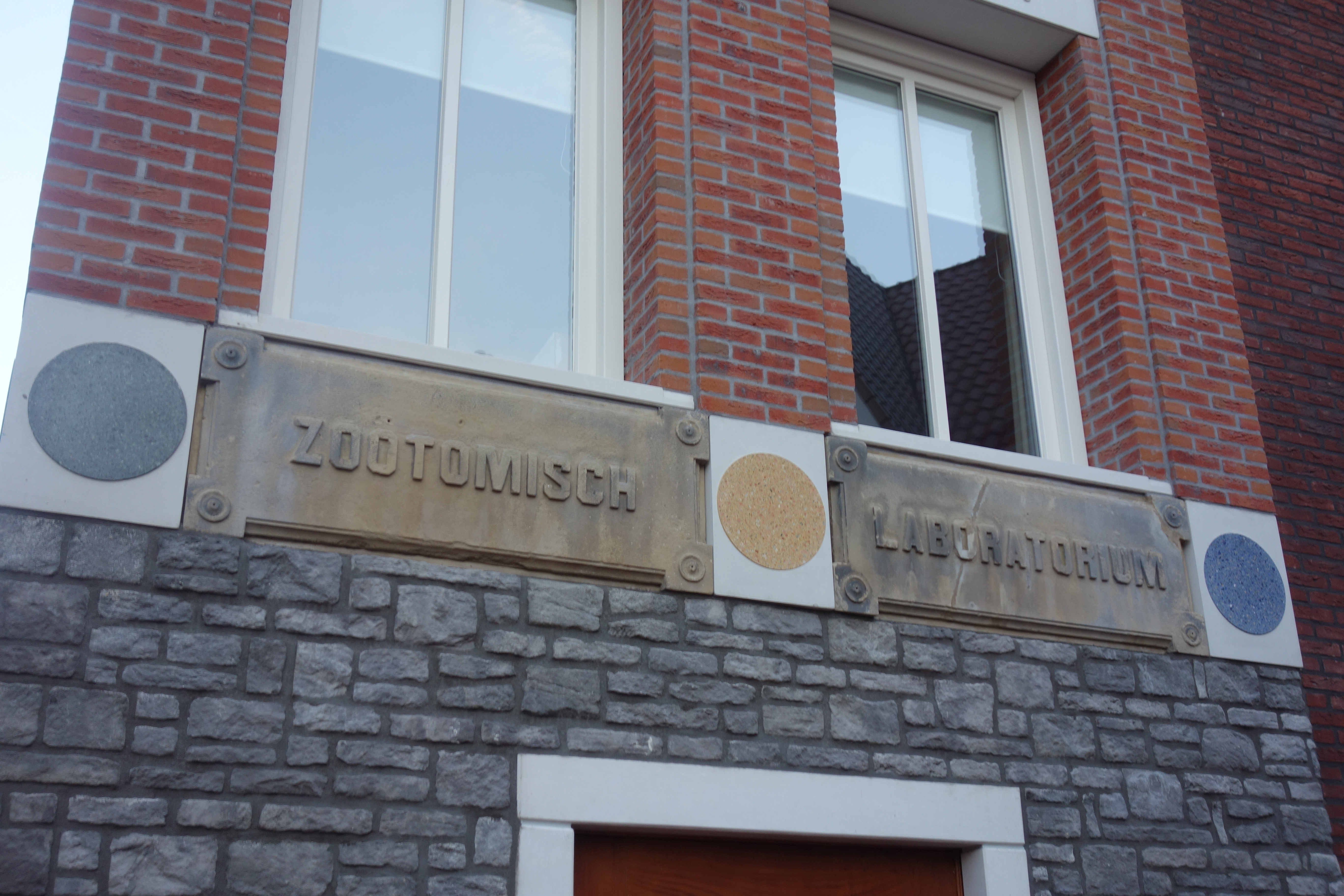
Gevelstenen Zootomisch Laboratorium in de nieuwe torenflat (2017)

In 1952 bleek het door een verdere toename van de aantallen studenten en vakken noodzakelijk een extra verdieping ter grootte van 160m2 op de oostelijke vleugel (de uitbreiding van 1904-1906) van het gebouw aan te brengen. Deze uitbreiding bleek echter toch niet opgewassen te zijn tegen de voortdurende groei. Er werd besloten tot de bouw van een torengebouw op de plek van enkele woonhuisjes aan de Kaiserstraat. Het Zoölogisch Laboratorium zou gehandhaafd blijven, maar wel na het gereedkomen van de toren volledig verbouwd worden. In 1958 was de toren gereed en werd als Van der Klaauw Laboratorium in gebruik genomen. De verbouwing van het oude gebouw werd niet langer doelmatig geacht vanwege de onmogelijkheid de nieuwe laboratoria daarin onder te brengen. Derhalve werd in 1960 werd een compleet nieuw "singelgebouw" aanbesteed, waarbij weliswaar een deel van de oude fundering gehandhaafd zou blijven. De totale kosten werden begroot op f 1.600.000 en de ingebruikname werd voorzien in 1962. Eind 1960 werd het Zoötomisch Laboratorium gesloopt; de oorspronkelijke gevelstenen uit 1876 werden behouden en later ingemetseld in een muur van het gebouw aan de Sterrewachtlaan. Al op 2 februari 1961 werd de laatste paal geslagen voor het nieuwe gebouw, dat inderdaad in 1962 opgeleverd kon worden, al was de officiële opening en ingebruikname pas op 14 januari 1963. Toren- en singelgebouw werden in 2013 gesloopt. De gevelstenen zijn in 2017 teruggeplaatst in het nieuwe torengebouw. De biologen verhuisden al in juli 2009 naar het nieuwe Sylvius Laboratorium in het Leiden Bio Science Park. Op de historische plek aan de Witte Singel zijn in 2017 woonhuizen gebouwd.

## Zoötomie versus zoölogie
Zoötomie richt zich op de anatomie van dieren, in het bijzonder op de ontleding van dieren (Zoötomie komt van het Grieks: dzooion (ζωιον) betekent dier en anatome (ανατομε) betekent opensnijden). Zoölogie (of dierkunde) is veel ruimer, in die zin dat het alle aspecten van dieren bestudeert, dus bijvoorbeeld ook hun gedrag en hun leefomgeving.

## Galerij

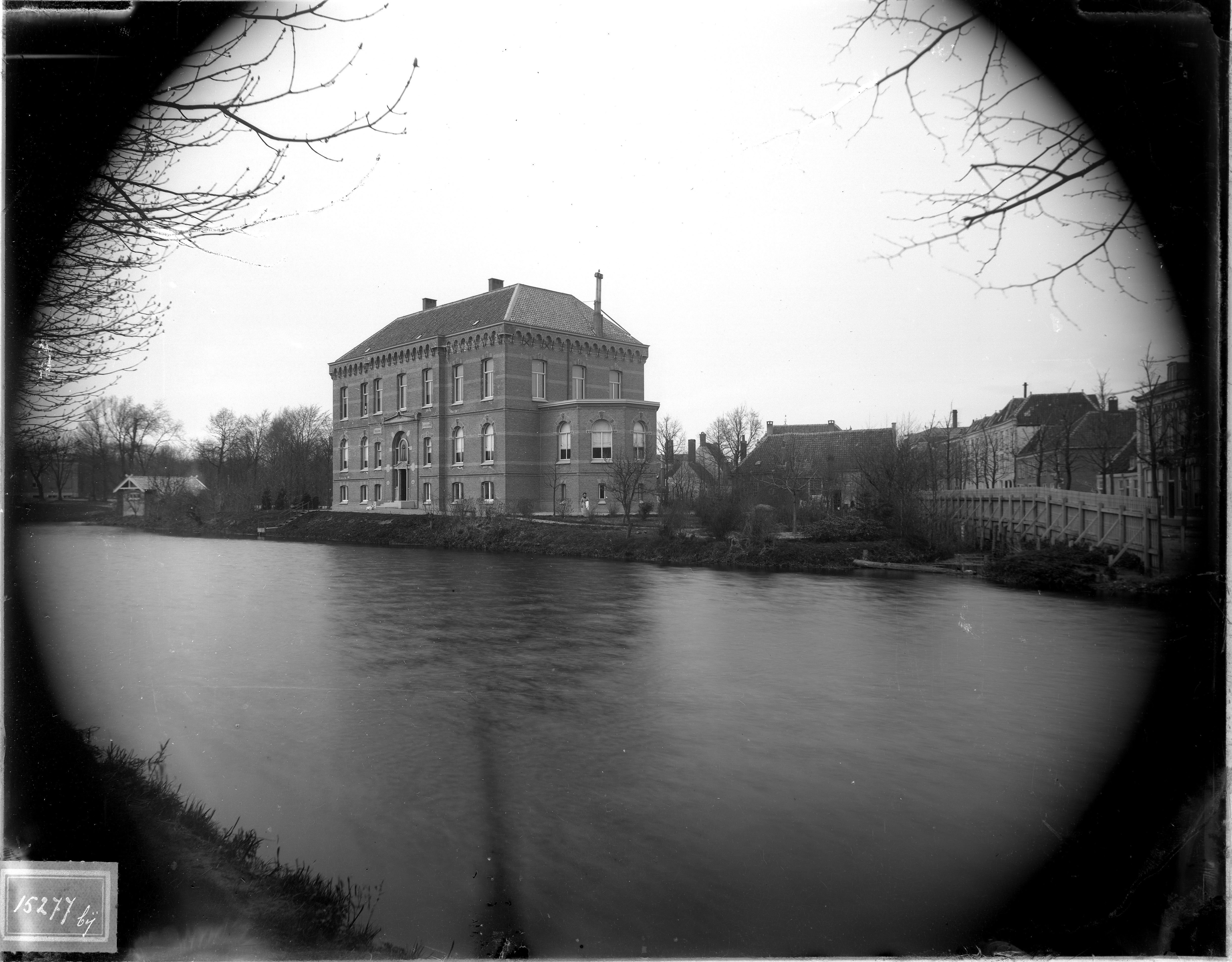
Gezicht op het Zoëlogisch Laboratorium bij de Sterrenwacht (eind 19e eeuw)